# Turkis (sten)
 For alternative betydninger, se Turkis. (Se også artikler, som begynder med Turkis)
Turkis er et blå- til grøntfarvet kryptokrystallint, fosfatmineral med den kemiske sammensætning CuAl6(PO4)4(OH)8·4H2O.
Turkis er sjældent, og finere forekomster er dyrebare. Mineralets unikke farvetone har gennem flere tusinde år gjort det til et skattet materiale til smykker og dekorative indlæg. Ligesom det er tilfældet for mange andre opale halvædelstene, har moderne fremstilling af syntetisk turkis og lignende imitationer betydet, at stenens popularitet er dalet, da de kan være vanskelige at skelne fra naturlig turkis.
Ordet «turkis» er gammelt og kommer fra fransk pierre turquoise, «tyrkisk sten», hvilket bygger på en misforståelse, for turkis forekommer ikke i Tyrkiet, men handelen via tyrkerne til Vesteuropa medførte, at den blev associeret med Lilleasien. Den forekommer naturligt i Iran og Afghanistan, hvor den kaldes «firuze».